# Marius Constantin
Marius Marcel Constantin (sinh ngày 25 tháng 10 năm 1984) là một cầu thủ bóng đá người România thi đấu cho Gaz Metan Mediaș ở vị trí trung vệ.

## Sự nghiệp câu lạc bộ

### Rapid
Anh được chuyển đến Rapid từ FC Brașov năm 2004. Constantin được biết đến với việc nhận nhiều thẻ vàng và thẻ đỏ trong sự nghiệp.

### Vaslui
Vào ngày 31 tháng 8 năm 2011, Marius Constantin bắt đầu tập luyện với câu lạc bộ Liga I, SC Vaslui, và ngày 8 tháng 9 anh ký bản hợp đồng 3 năm với đội bóng Moldova. Ba ngày sau, Constantin có màn ra mắt cho Vaslui, trong chiến thắng 3-1 trên sân nhà trước Dinamo Bucureşti.
Vào ngày 13 tháng 7 năm 2012, Marius Constantin ký bản hợp đồng 4 năm với Rapid.
Vào tháng 7 năm 2014, ASA Târgu Mureș thông báo họ đã đạt thỏa thuận với Constantin cho một mùa giải.

## Sự nghiệp quốc tế
Anh ra mắt quốc tế vào ngày 27 tháng 5 năm 2004 trong trận đấu trước Cộng hòa Ireland.
Ngày 25 tháng 3 năm 2008 anh được tổng thống România, Traian Băsescu trao tặng danh hiệu vì những kết quả giúp giành quyền tham gia EURO 2008 và vào Giải vô địch bóng đá châu Âu 2008 Bảng C với huân chương "Meritul Sportiv" — (The Medal "The Sportive Merit") hạng III.

## Thống kê sự nghiệp
| Câu lạc bộ          | Mùa giải            | Giải vô địch | Giải vô địch | Cúp     | Cúp       | Châu Âu | Châu Âu   | Khác    | Khác      | Tổng cộng | Tổng cộng |
| Câu lạc bộ          | Mùa giải            | Số trận      | Bàn thắng    | Số trận | Bàn thắng | Số trận | Bàn thắng | Số trận | Bàn thắng | Số trận   | Bàn thắng |
| ------------------- | ------------------- | ------------ | ------------ | ------- | --------- | ------- | --------- | ------- | --------- | --------- | --------- |
| Braşov              | 2002–03             | 13           | 1            | 0       | 0         | 0       | 0         | 0       | 0         | 13        | 1         |
| Braşov              | 2003–04             | 19           | 0            | 1       | 0         | 0       | 0         | 0       | 0         | 20        | 0         |
| Braşov              | Tổng cộng           | 32           | 1            | 1       | 0         | 0       | 0         | 0       | 0         | 33        | 1         |
| Rapid               | 2004–05             | 19           | 0            | 1       | 0         | 0       | 0         | 0       | 0         | 20        | 0         |
| Rapid               | 2005–06             | 26           | 0            | 6       | 1         | 16      | 0         | 0       | 0         | 48        | 1         |
| Rapid               | 2006–07             | 26           | 0            | 3       | 0         | 7       | 1         | 0       | 0         | 36        | 1         |
| Rapid               | 2007–08             | 30           | 0            | 3       | 0         | 1       | 0         | 1       | 0         | 35        | 0         |
| Rapid               | 2008–09             | 19           | 0            | 0       | 0         | 2       | 0         | 0       | 0         | 21        | 0         |
| Rapid               | 2009–10             | 22           | 1            | 1       | 0         | 0       | 0         | 0       | 0         | 23        | 1         |
| Rapid               | 2010–11             | 17           | 2            | 3       | 0         | 0       | 0         | 0       | 0         | 20        | 2         |
| Rapid               | Tổng cộng           | 159          | 3            | 17      | 1         | 26      | 1         | 1       | 0         | 203       | 5         |
| Vaslui              | 2011–12             | 15           | 1            | 2       | 0         | 0       | 0         | 0       | 0         | 17        | 1         |
| Vaslui              | Tổng cộng           | 15           | 1            | 2       | 0         | 0       | 0         | 0       | 0         | 17        | 1         |
| Rapid               | 2012–13             | 3            | 0            | 0       | 0         | 1       | 0         | 0       | 0         | 4         | 0         |
| Rapid               | Tổng cộng           | 3            | 0            | 0       | 0         | 1       | 0         | 0       | 0         | 4         | 0         |
| Braşov              | 2013–14             | 5            | 0            | 0       | 0         | 0       | 0         | 0       | 0         | 5         | 0         |
| Braşov              | Tổng cộng           | 5            | 0            | 0       | 0         | 0       | 0         | 0       | 0         | 5         | 0         |
| ASA Târgu Mureș     | 2014–15             | 26           | 1            | 2       | 0         | 0       | 0         | 0       | 0         | 28        | 1         |
| ASA Târgu Mureș     | 2015–16             | 0            | 0            | 0       | 0         | 0       | 0         | 1       | 0         | 1         | 0         |
| ASA Târgu Mureș     | Tổng cộng           | 26           | 1            | 2       | 0         | 0       | 0         | 1       | 0         | 29        | 1         |
| Jiangsu Sainty      | 2015                | 7            | 0            | 4       | 0         | 0       | 0         | 0       | 0         | 11        | 0         |
| Jiangsu Sainty      | Tổng cộng           | 7            | 0            | 4       | 0         | 0       | 0         | 0       | 0         | 11        | 0         |
| Tổng cộng sự nghiệp | Tổng cộng sự nghiệp | 247          | 6            | 26      | 1         | 27      | 1         | 2       | 0         | 302       | 8         |

Thống kê chính xác đến trận đấu diễn ra ngày 29 tháng 11 năm 2015

## Danh hiệu

### Câu lạc bộ
Rapid București
- Cúp bóng đá România: 2005–06, 2006–07
- Siêu cúp bóng đá România: 2007

ASA Târgu Mureș
- Românian Super Cup: 2015

Jiangsu Sainty
- Chinese FA Cup: 2015